# Cocytius antaeus
Espèce
Le sphinx géant (Cocytius antaeus) est un papillon de nuit de la famille des Sphingidae, de la sous-famille des Sphinginae et de la tribu des Sphingini. 

## Repartition
Il vit du Sud du Brésil jusqu'en Amérique centrale et dans les parties méridionales du Texas et de la Floride. 

## Description
Son envergure peut aller jusqu'à 17 centimètres, ce qui est très rare en Amérique du Nord.

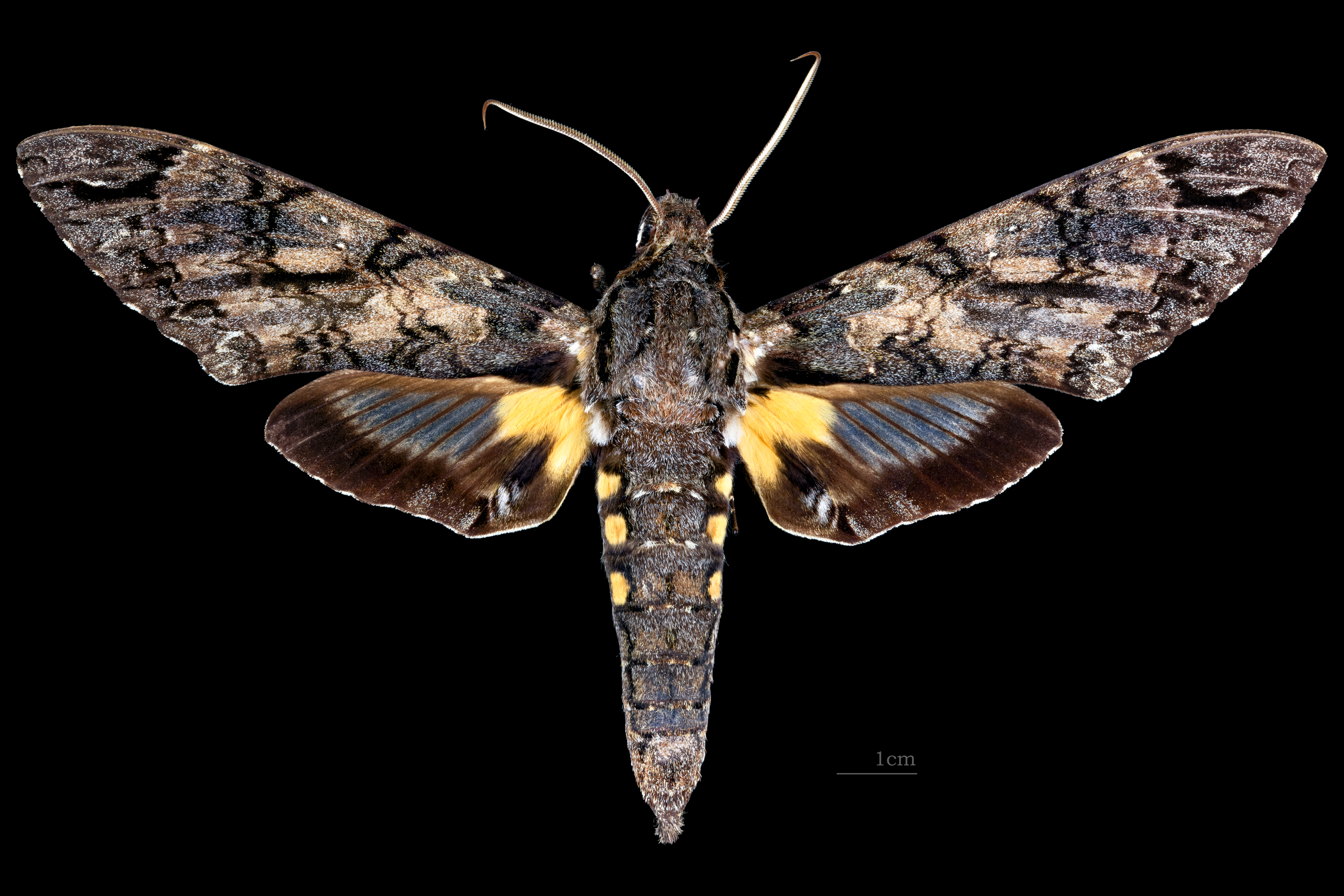
Avers du mâle (coll.MHNT)
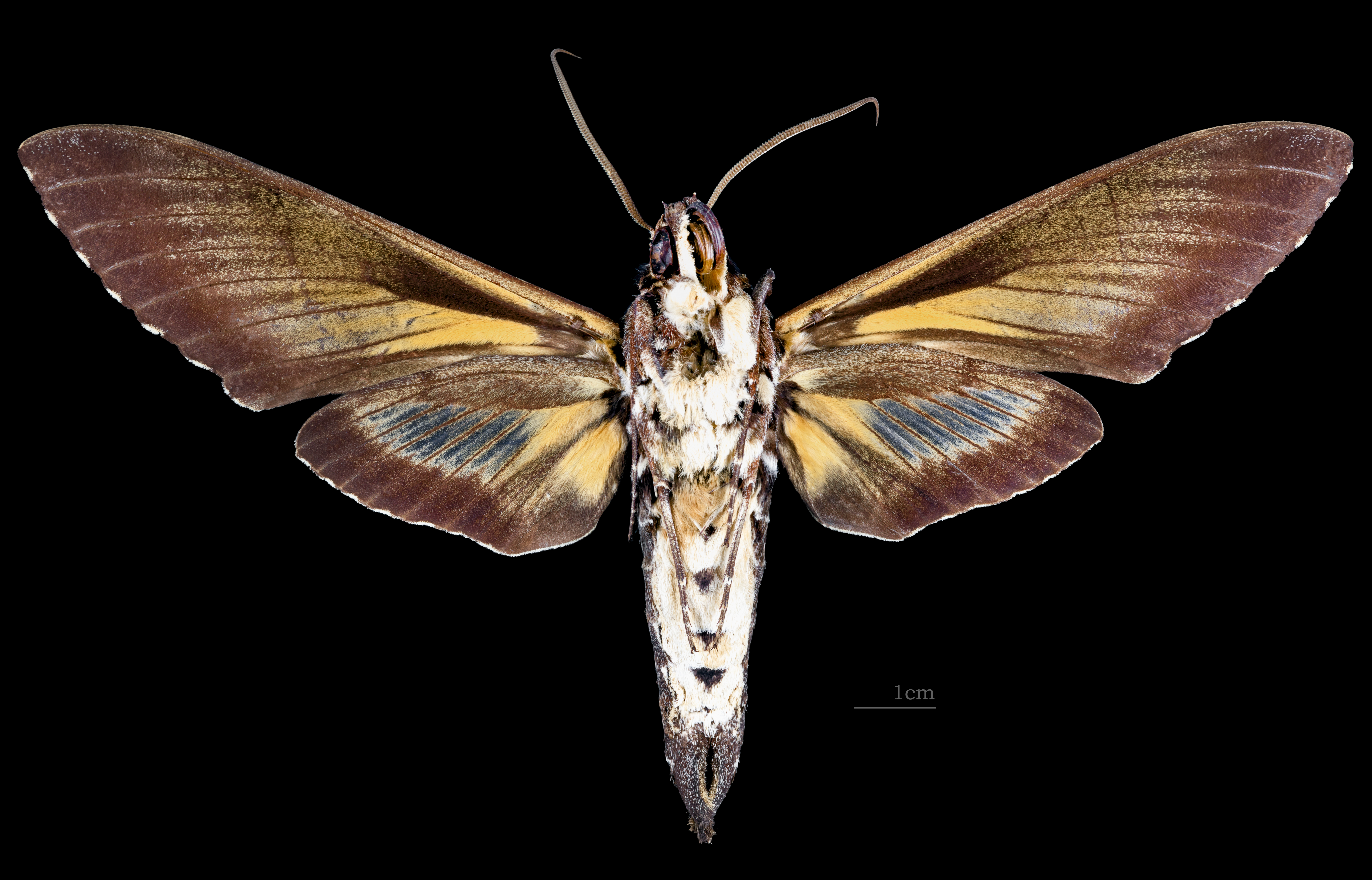
Revers du mâle (coll.MHNT)
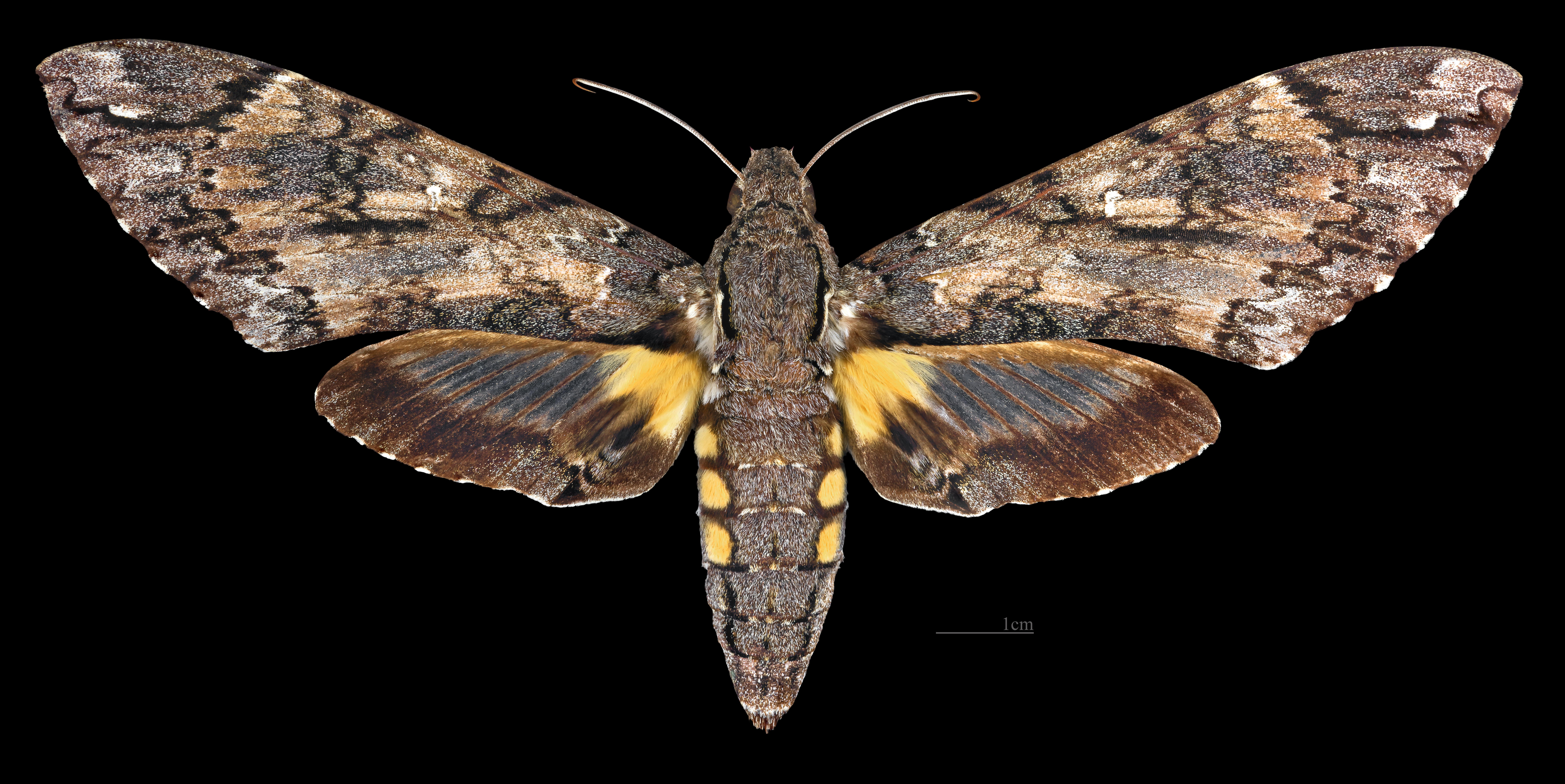
Avers de la femelle (coll.MHNT)
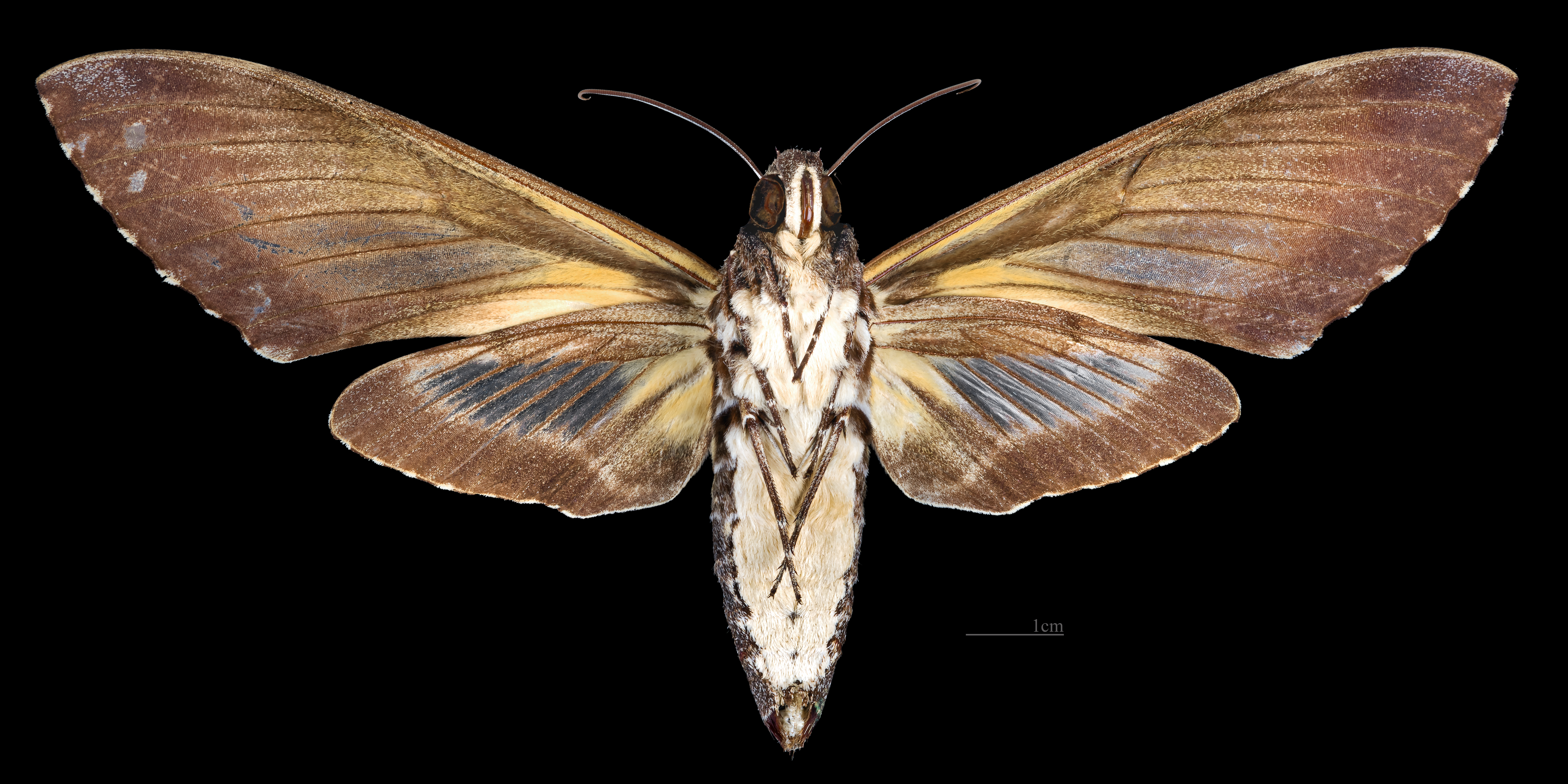
Revers de la femelle (coll.MHNT)